# Federico Vairo
Federico Vairo Moramarco Angellastre (Rosario, 27 gennaio 1930 – Buenos Aires, 7 dicembre 2010) è stato un calciatore argentino, di ruolo difensore.

## Carriera

### Club
Cresciuto nelle formazioni giovanili del Rosario Central, nel 1950 entrò a far parte della prima squadra, restandovi per quattro anni. Nel 1955 passò al River Plate, vincendo consecutivamente tre campionati argentini. Suo fratello minore, Juan Vairo, giocò assieme a lui nel club di Buenos Aires tra il 1957 ed il 1958.
Nel 1960 si trasferì in Cile, accasandosi all'O'Higgins; concluse la sua carriera calcistica nel 1967, disputando una stagione nel Deportivo Cali e vincendo il campionato colombiano.

### Nazionale
Nella Nazionale di calcio dell'Argentina ha totalizzato 41 presenze e segnato un gol. Inoltre fu convocato per il campionato del mondo 1958 in Svezia.

## Palmarès

### Club

#### Competizioni nazionali
- Campionato argentino: 3

River Plate: 1955, 1956, 1957
- Campionato colombiano: 1

Deportivo Cali: 1967

### Nazionale
- Campeonato Sudamericano de Football: 2

Cile 1955, Perù 1957